# Casa de Welf
|  | Per a altres significats, vegeu «Antiga Casa de Welf». |

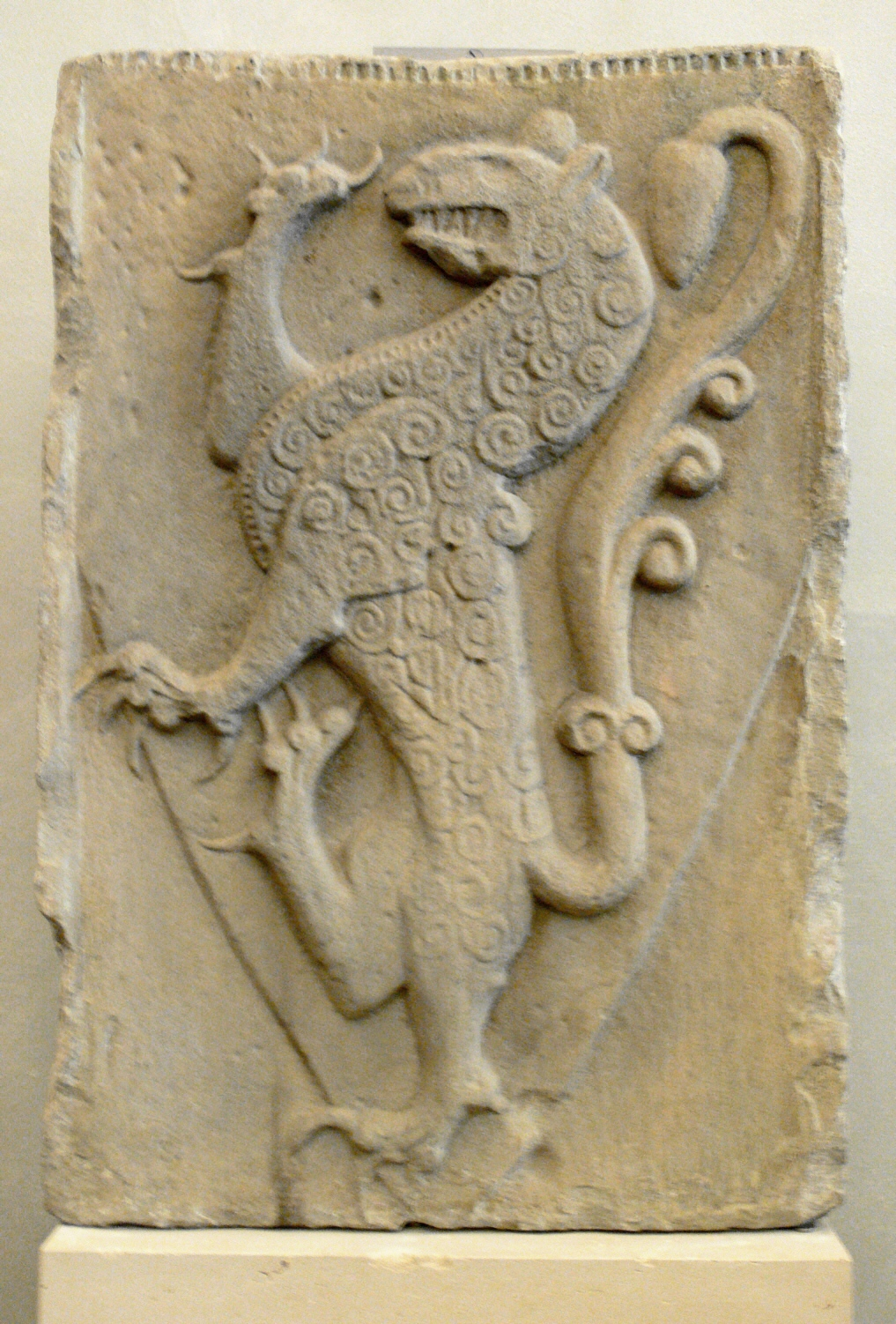
Blasó dels Welf (any 1200), procedent de l'antic monestir premonstratenc fundat per duc Enric IX de Baviera

Blasó dels ducs de Braunschweig-Lüneburg emprat pels Welf

El Casal de Welf o de Güelf és una dinastia europea, els orígens de la qual remunten al segle xi i perdura en l'actualitat. Alguns membres d'aquesta família han estat ducs i d'altres reis del Sacre Imperi Romanogermànic i del Regne Unit. Dins del casal hi ha diverses branques: Els Welf de Borgonya i Suàbia són la branca més antiga, i també està la branca de la Casa d'Este, una dinastia els membres més antics de la qual van viure a Llombardia el segle ix. Per aquest motiu de vegades la nissaga s'anomena Casal de Welf-Este.

## Casal de Welf-Este

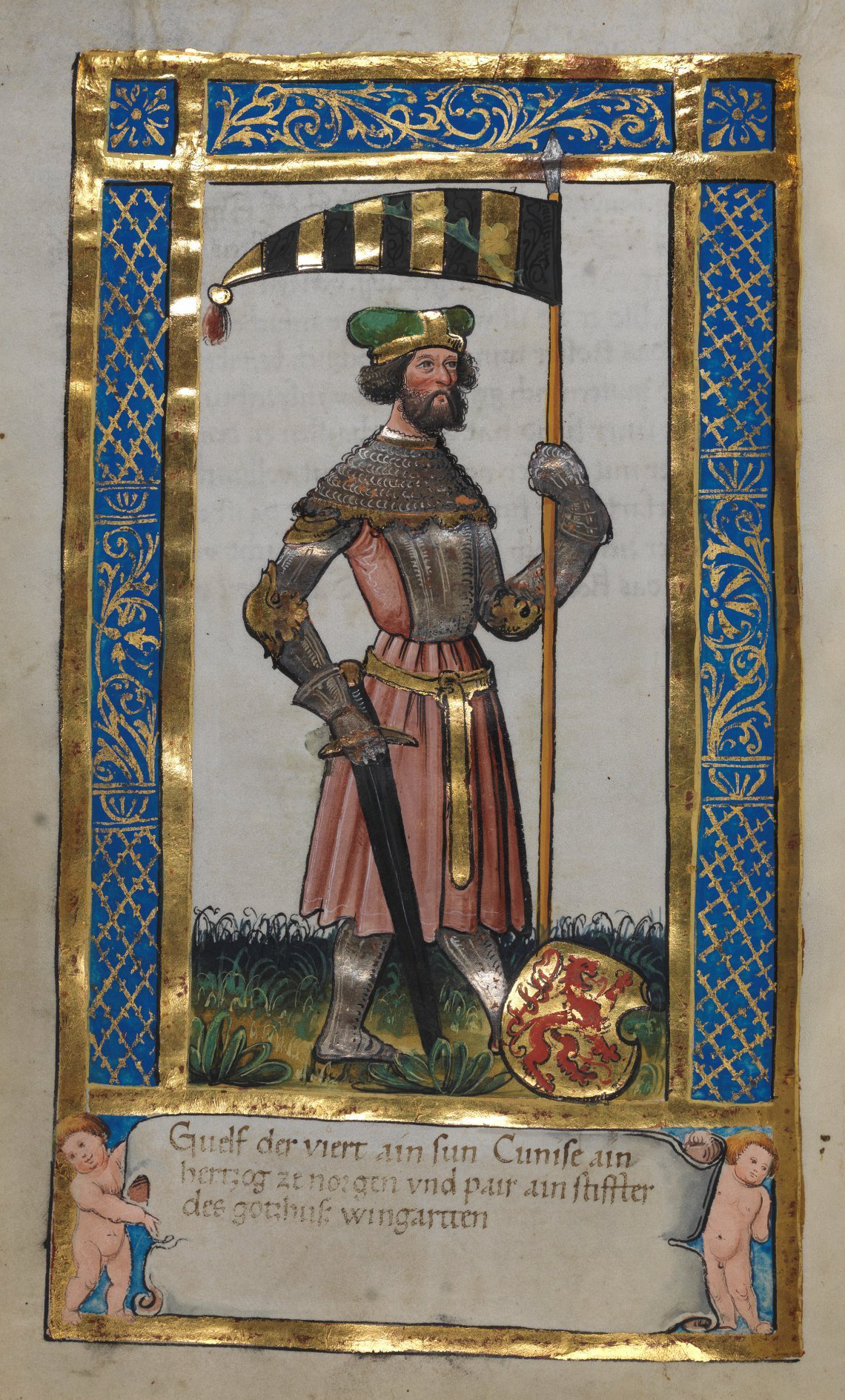
Güelf IV, primer duc de Baviera(vers 1030/1040; † 1101)

El primer membre de la branca Welf-Este va ser Güelf IV, que va heretar les propietats de l'Antiga Casa de Welf quan el seu oncle matern Welf de Caríntia, va morir el 1055. El 1070 Welf IV esdevindria duc de Baviera.
Welf V va casar-se amb la comtessa Matilde de Toscana, que va morir sense descendència i va llegar-li les seves possessions: Toscana, Ferrara, Mòdena, Màntua, Reggio, i d'altres. La família va prendre part a favor del Papa a la Controvèrsia de les Investidures, i per extensió la facció papal a Itàlia va ser coneguda com els güelfs (vegeu güelfs i gibel·lins).

## Conflicte amb els Hohenstaufen

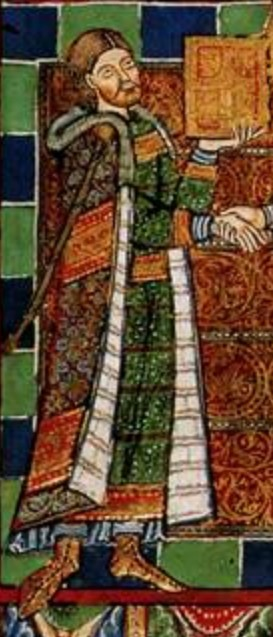
Enric el Lleó

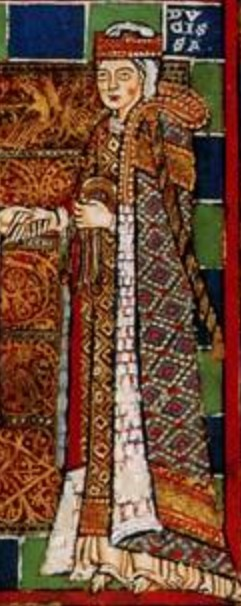
Matilde d'Anglaterra

Enric el Negre, duc de Baviera de 1120 a 1126, va ser el primer dels tres Enrics de la nissaga Welf. El seu fill, Enric l'Orgullós, duc de Baviera i també de Saxònia, era el candidat favorit a l'elecció que acabaria guanyant Conrad III d'Alemanya de la família rival dels Hohenstaufen. Va perdre perquè la resta de prínceps electors temien el seu poder i temperament, i Conrad III el va desposseir dels seus ducats quan va accedir a la corona. Aquest va ser l'origen d'un conflicte que duraria anys i s'estendria per terres italianes.
Enric el Lleó va recuperar els dos ducats del seu pare, Saxònia el 1141 i Baviera el 1156. El 1158 es va casar amb Matilde, la filla d'Enric d'Anglaterra i Elionor d'Aquitània, i germana de Ricard Cor de Lleó. Desposseït dels seus ducats després de la batalla de Legnano el 1176, per l'emperador Frederic Barba-roja i els altres prínceps germànics àvids de repartir-se els seus extensos territoris, va ser exiliat d'Alemanya i s'instal·là a la cort del seu sogre a Normandia. Va tornar tres anys més tard a Alemanya, on morí el 1195.

## Els Welf al tron imperial
El seu fill Otó de Brunsvic va ser escollit rei i coronat emperador del Sacre Imperi Romanogermànic amb el nom d'Otó IV. El seu net Otó el Nen va esdevenir el 1235 el duc d'una part de Saxònia, l'acabat de crear Ducat de Brunswick-Lüneburg, i va morir allí el 1252. Els Welf de Brunswick-Lüneburg van continuar governant el territori fins a la caiguda de les monarquies germàniques el 1918.

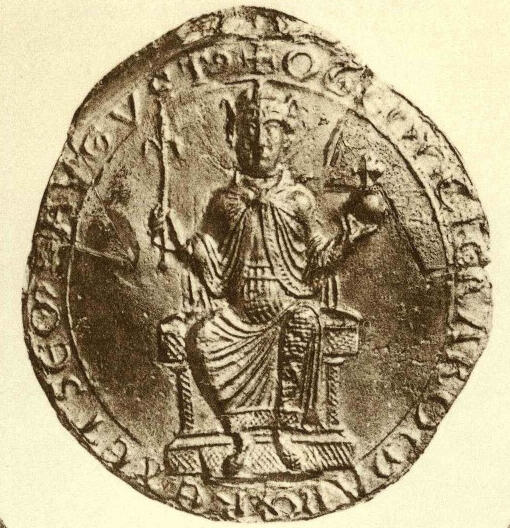
emperador Otó IV
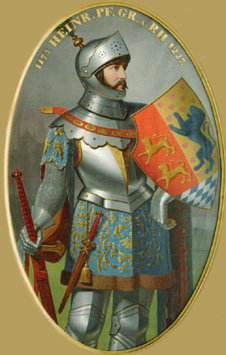
Enric V del Palatinat, fill d'Enric el Lleó

## Branca de Hannover
El 1692 el cap de la branca cadet de Calenberg va ser elevat a la posició d'elector imperial, i va passar a ser conegut com L'Elector de Hannover. El seu fill, Georg Ludwig, va heretar el tron anglès el 1714 com a resultat de l'Acta d'Establiment 1701. Des d'aleshores, membres de la casa welf van continuar regnant a Gran Bretanya fins a la mort de la Reina Victòria el 1901, tot i que utilitzaven el nom de Casa de Hannover.
Hannover va establir-se com a regne independent el 1814, però va ser annexionat per Prússia després de la guerra austroprussiana de 1866, en la que Hannover havia lluitat per Àustria. La branca principal dels Welf van quedar relegats al petit Ducat de Brunswick-Wolfenbüttel, fins que la línia es va extingir el 1884. El Ducat hauria hagut de ser heretat pel Duc de Cumberland, fill de l'últim rei de Hannover, però les sospites que hi havia sobre la seva lleialtat van fer que el ducat quedés vacant fins que el fill de Cumberland, Ernst August, va casar-se amb la filla del Kàiser Guillem II i se li va permetre heretar el ducat. Poc després, però, va haver d'abdicar amb la caiguda de la monarquia i el seu exili a Àustria a la fi de la Primera Guerra Mundial.
La dinastia Welf encara perdura. El cap de la casa en l'actualitat, que comparteix el nom d'Ernst August com molts dels seus avantpassats, ha obtingut cert nivell de popularitat al convertir-se en el tercer i, per ara, darrer marit de la princesa Carolina de Mònaco.

Escut d'armes dels reis de Hannover, 1837
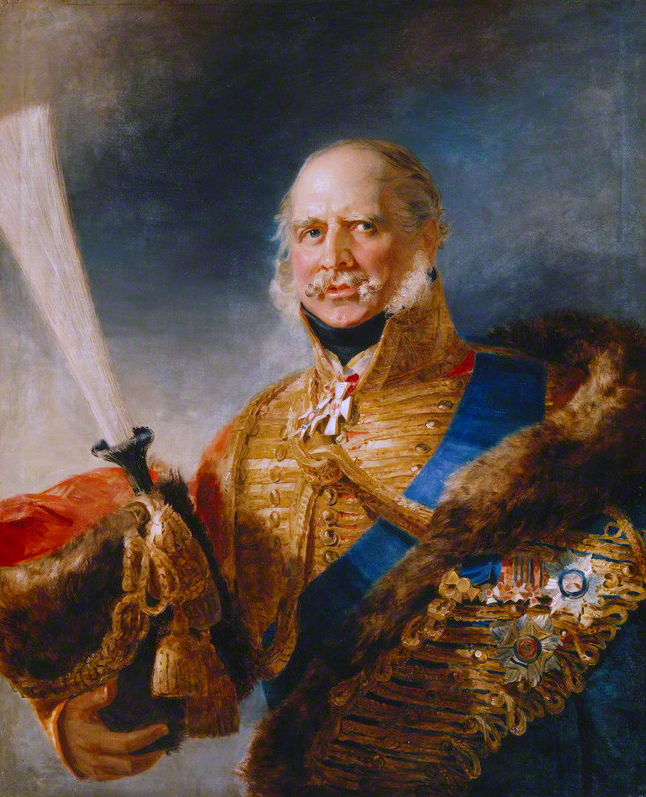
Ernst August I, rei de Hannover (1771-1851)
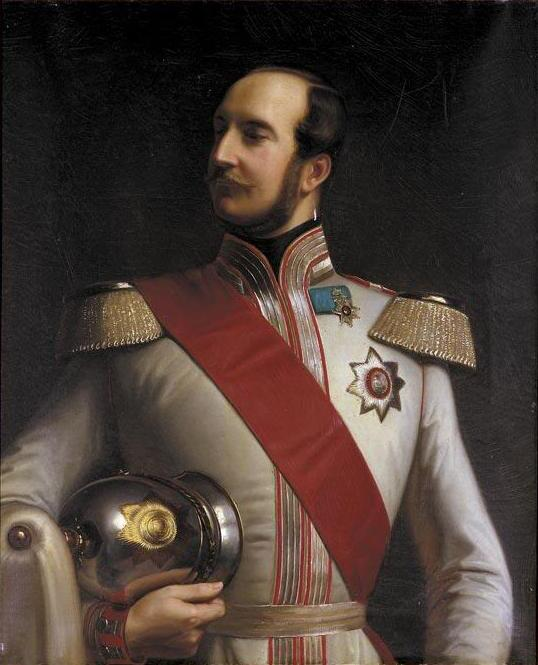
Georg V, rei de Hannover (1819-1878)
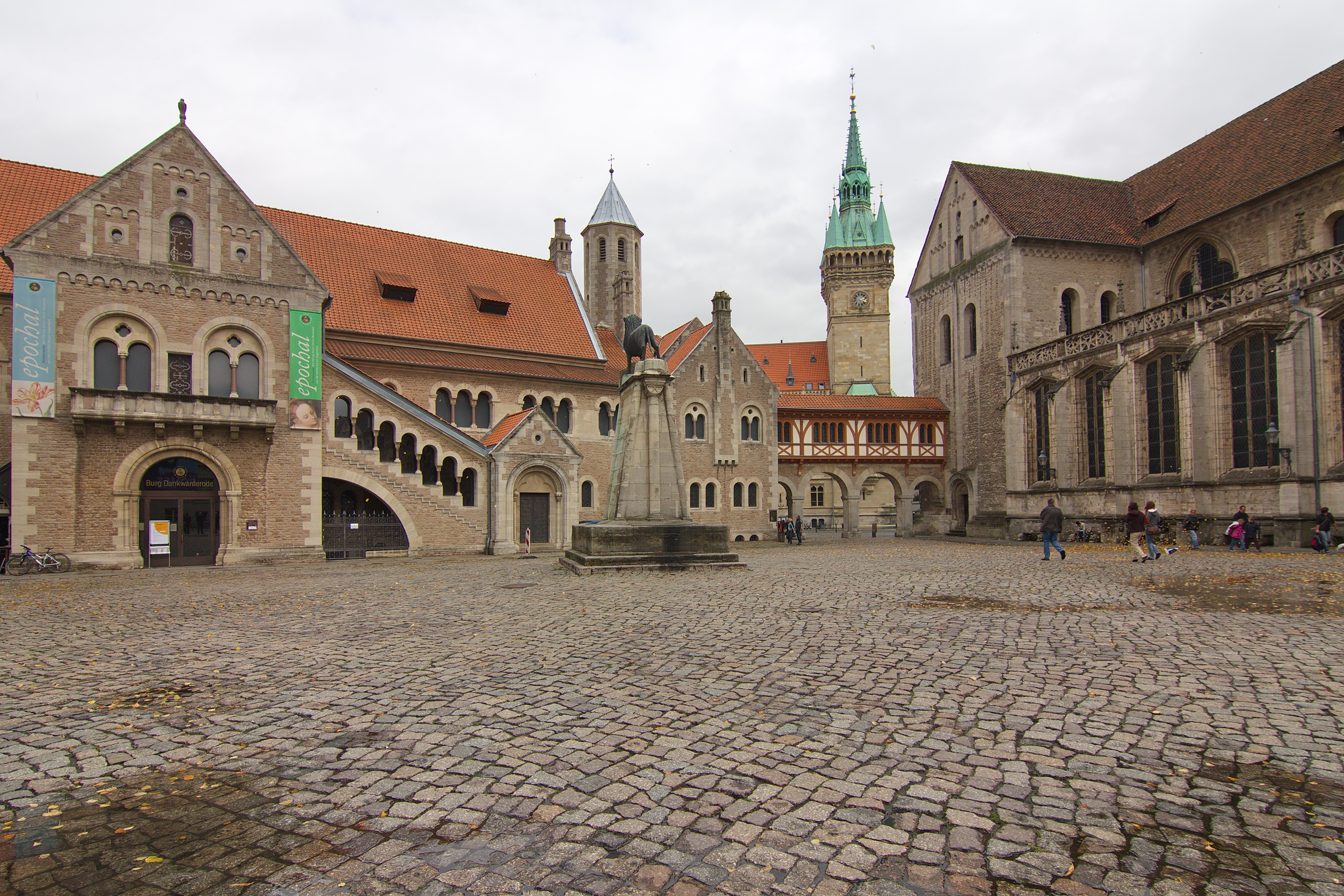
Palau de Brunwick a la ciutat de Dankwarderode

## Dinastia Welf
| Els membres més destacats de la família                   |                         |                                                     |
| La branca original                                        |                         |                                                     |
| Nom                                                       | Període                 | Comentaris                                          |
| Hug l'Abat                                                | (? - † 866)             | Educador dels reis francs: Odó i Robert I           |
| Rodolf I, rei de Borgonya                                 | 888-912                 |                                                     |
| Rodolf II, rei de Borgonya                                | 912-937                 | rei d'Itàlia 922-926, rei de Borgonya Cisjurana 930 |
| Conrad el Pacífic, rei de Borgonya                        | 937/951-993             |                                                     |
| Rodolf III, rei de Borgonya                               | 993-1032                |                                                     |
| En la història del Sacre Imperi                           |                         |                                                     |
| Nom                                                       | Herrschaft              | Comentaris                                          |
| Welf III, duc de Caríntia                                 | 1047-1055               |                                                     |
| Welf IV, duc de Baviera                                   | 1070-1077 und 1097-1101 |                                                     |
| Welf V, duc de Baviera                                    | 1101-1120               |                                                     |
| Güelf VI, duc de Spoleto                                  | 1152-1191               |                                                     |
| Enric el Negre, duc de Baviera                            | 1120-1126               |                                                     |
| Enric l'Orgullós, duc de Baviera duc de Saxònia           | 1126-1138 1137-1139     |                                                     |
| Enric el Lleó, duc de Saxònia duc de Baviera              | 1142-1180 1156-1180     |                                                     |
| Otto IV, rei d'Alemanya i emperador del SIRG des del 1209 | 1198-1218               | casat amb Matilda d'Anglaterra                      |
| en la història del Regne Unit                             |                         |                                                     |
| Nom                                                       | Període                 | Comentaris                                          |
| Georg I, rei                                              | 1714-1727               |                                                     |
| Georg II, rei                                             | 1727-1760               |                                                     |
| Georg III, rei                                            | 1760-1820               |                                                     |
| Georg IV, rei                                             | 1820-1830               |                                                     |
| William IV, rei                                           | 1830-1837               |                                                     |
| Victòria, reina                                           | 1837-1901               |                                                     |
| Dinastia Hannover                                         |                         |                                                     |
| Nom                                                       | Període                 | Comentaris                                          |
| Ernest August de Brunsvic-Lüneburg, príncep elector       | 1679-1698               |                                                     |
| Georg I, príncep elector                                  | 1698-1727               |                                                     |
| Georg II, príncep elector                                 | 1727-1760               |                                                     |
| Georg III, rei del Regne Unit                             | 1760-1820               |                                                     |
| Georg IV., rei del Regne Unit                             | 1820-1830               |                                                     |
| William, rei del Regne Unit                               | 1830-1837               |                                                     |
| Ernest August, rei de Hannover                            | 1837-1851               |                                                     |
| Georg V, rei de Hannover                                  | 1851-1866               |                                                     |